# 박승
박승(朴昇, Park Seung, 1936년 2월 16일- )은 교육자, 정부공직자, 금융인으로 역대 여러 정권에 걸쳐 봉직한 대한민국 경제학자로서 중앙대학교 정경대학장, 한국경제학회장, 대통령 경제수석비서관, 건설부 장관, 한국은행 총재를 역임하였다.

## 생애[1]

#### 출생과 성장과정
일제 식민치하였던 1936년 2월 16일 전북 김제시 흥사동 313번지 제내 마을에서 부 박현식(朴賢植, 1894-1961)과 모 강신용(姜信用, 1895-1984)의 2남4녀 중 차남으로 태어났다. 본관은 밀양(密陽), 박혁거세(朴赫居世 기원전69년-서기 4년)의 66세손, 고려 말 대제학(大提學)을 지낸 정제공(貞齊公) 박의중(朴宜中 1337-1403)의 21세손이다. 반산반야 농촌의 소작농가에서 초등학교 때부터 논일, 밭일, 땔감 마련하는 일 등 온갖 농사일을 하면서 자란 그는 1948년 그곳 백석초등학교를 졸업하고 익산시에 있는 이리공업고등학교(당시 6년제)를 기차통학하였다. 이때 그는 집에서 목화를 심어 길쌈을 해 만든 옷을 입고 고무신을 신고 다녔으며 6년 동안 매일 새벽 김제 농촌 집을 나와 왕복 14Km를 걸어 기차를 타고 학교를 다녔다. 수업료를 못내 시험을 못치고 돌아간 일도 여러 번 있었다. 여름철 벼농사를 질 때 무더위에 농민들의 땀냄새와 흙냄새 그리고 푸른 벼냄새가 어우러진 그 특이한 냄새를 평생 잊을 수 없어 자신의 호를 스스로 청도(靑稻)라고 지었다.
1954년 이리공고를 졸업하고 집안 형편이 어려워 해군사관학교에 지망하여 제13기로 합격하였으나 경제학을 공부코자 하는 열망 때문에 입학을 포기하고 1년 동안 주경야독으로 자습하여 1955년 서울대학교 상과대학 경제학과에 진학하였다. 고향 부모님이 노환으로 농사지을 사람이 없어 학기 중 농사일 때문에 내려가는 일이 많았으며 학비 때문에 재학 중 군복무를 자원하여 마쳤다. 제대 후에는 논을 팔아 학업에 전념하여 3학년 이후에는 성적도 좋아졌으며 각종 학술행사에는 대학을 대표하기도 했다.

#### 한국은행 입행, 조사부 근무 15년
1961년 졸업과 동시에 한국은행 입행시험에 합격하여 조사부에서 근무하면서 생활의 안정을 얻게 되었다. 마침 그해 5.16 군사쿠데타가 일어나 전국 공무원, 교육자, 공기업경영자 등의 재교육을 위한 중앙공무원교육원이 출범하였는데 1962년부터 3년간 여기서 한국경제와 경제개발에 대한 강의를 담당하였다.
1969년에는 약 1년간 뉴욕 연방준비은행과 워싱턴 연방준비제도이사회에 업무연수를 다녀왔는데 이것이 최초의 해외나들이였다. 그 뒤 한국은행에서는 최초로 2년 석사과정 해외학술연수생 두 사람을 보내기로 했는데 여기 선발되어 36세에 늦깎이 공부를 위해 1972년 1월 가족을 두고 혼자 유학길에 올랐다. 뉴욕주립대학교 올바니(Albany)에서 경제발전론을 전공하였는데 석사학위와 박사학위를 모두 주어진 2년 시한에 마치고 1974년 5월 귀국하여 한국은행에 복귀하였다. 박사학위 논문제목은 ‘노동력과잉 후진국에서 외자의 경제개발 효과’였다. 이때는 세계적인 석유파동이 있던 때인데 당시 경제기획원 남덕우 장관의 요청에 의해 1975년4월부터 1년 동안 사우디아라비아 경제자문단장으로 리야드(Riyad)의 경제기획성에서 근무하였다. 한국의 경제개발경험을 전수해 달라는 사우디아라비아 정부요청으로 5명의 자문단을 보내게 된 것이다.

#### 중앙대학교 경제학 교수 25년
1976년 사우디아라비아에서 돌아와서는 한국은행 조사부차장에서 중앙대학교 경제학교수로 전직하여 9월 학기부터 경제원론 경제발전론 국제경제학 등을 강의했다. 대학으로 전직하면서 전공분야인 "경제발전론"을 집필하기 시작하여 1977년 박영사에서 펴냈는데 이 책은 그 뒤 약 30년간 대학교재로 널리 이용되었다. 이때부터 강단을 떠날 때까지 모든 과목에  대해 스스로 학생들로부터 강의평가를 받았으며 모든 시험은 시험지를 돌려주고 채점기준을 공시한 뒤 채점 잘못이 있을 때는 이를 정정해 주었다. 그리고 신문기고 방송출연 외부강연 등 왕성한 사회활동을 했으며 1977년부터 3년간 서울신문 논설위원을 겸직하기도 했다. 특히 이때는 민간연구소가 없어 대학교수들의 사회참여수요가 컸던 시기여서 정부의 물가, 산업, 농정, 금융, 세제, 노동, 행정, 사법고시 등 다양한 분야에서 자문위원 또는 심의위원으로 참여하였다.
이러한 교내외 활동을 바탕으로 1984년 중앙대학교 정경대학장으로 임명되었으며 1985년에는 정부의 경제개발5개년계획 조정위원장을 맡았다. 1986년에는 한국은행 금융통화위원과 중앙대 경제연구소장을 겸직하였고 1987년도 한국국제경제학회 회장에 선출되었다. 그리고 1988년 초에는 중앙대학교 대학원장에 임명되었다.

#### 대통령 경제수석비서관과 건설부 장관 1년반
1987년 12월 16일 제13대 대통령선거에서 노태우 후보가 당선되었다. 그런데 다음해 2월 노태우 정부가 출범하면서 초대 대통령경제수석비서관으로 발탁되었다. 노태우 대통령과는 일면식도 없었지만 경제단체 등 사회각계의 추천이 있었다는 것이다. 당시 노태우대통령은 5년 임기중 200만호의 주택건설을 공약했는데 이 공약이행이 경제수석에게 부여된 최대과제였다. 당시 서울시에는 이러한 대규모의 집을 지을만한 땅이 없었고 주변은 그린벨트로 묶여 있었다. 그리하여 당시 건설비서관 홍철 박사(훗날 인천대 총장)과 협의하여 서울도심에서 반경 25km 외곽에 신도시를 짓고 한 시간 출퇴근이 가능토록 지하철로 연결하기로 하고 대통령의 재가를 받았다. 이것이 분당, 일산, 평촌, 산본, 중동 등 한국최초의 5대 신도시이며 이른바 한국의 1기 신도시이다. 신도시에 대한 계획이 완성되자 대통령은 이제 건설의 집행을 맡으라 하여 1988년 12월 제20대 건설부장관으로 임명하였다. 신도시 건설은 주택가격 폭등과 맞물려 심각한 부동산투기현상과 현지주민들의 격렬한 반대시위 그리고 여야 간의 뜨거운 정쟁을 불러왔다. 그러한 와중에 건설총괄집행기구로 건설부내에 신도시기획단을 신설하고 건설시공, 토지보상, 건설자재수급 등 건설시공을 위한 기본 틀을 마련해 놓고 1989년 7월 장관직에서 물러나 다시 대학으로 돌아왔다.

#### 한국은행 총재 4년
대학으로 돌아와서는 강의에 열중하면서 대표저서라 할 수 있는 ‘경제발전론’ 개정판을 냈다. 신문기고 방송출연 외부강연 등 사회활동도 다시 이어갔다. 대한주택공사 이사장(1993년), 정부의 자영자소득파악위원회 위원장(1999년)과 공적자금관리위원회 위원장(2001년) 등 공직도 맡아 수행했으며 1999년에는 한국경제학회장으로 선출되었다. 2001년3월 65세 교수직 정년을 맞아 25년간에 걸친 교수직을 마무리하고 야인으로 돌아왔다.
그런데 다음 해인 2002년 초에 당시 김대중 대통령에 의해 제22대 한국은행 총재로 임명되었다. 당시만 해도 김 대통령과는 전연 모르는 사이였다. 4년간의 임기 중 역점사업은 한은법을 고쳐 한국은행의 독립성을 강화하는 일과 화폐개혁을 추진하는 일이었다. 한은법은 한은 부총재가 당연직 금융통화위원이 되고 한국은행의 예산을 정부로부터 독립시키는 내용의 개정안이 2003년 8월 국회를 통과하였다. 화폐개혁은 위폐방지와 품질개선을 위한 신권발행, 5만원권과 10만원권 고액권발행, 화페단위를 1,000:1로 줄이는 화폐단위변경 등 세 가지를 동시에 하려는 것이었다. 그러나 신권발행과 5만원권 발행만 실현되고 나머지는 향후의 과제로 남겨둔채 2006년 3월 임기만료로 만 70세에 총재직에서 물러났다.

#### 퇴임 이후와 가족관계
그 후로는 사회봉사활동 이외 어떤 형태의 재취업도 한 일이 없다. 2018년부터 2023년 초까지 하나금융그룹 김정태 회장의 요청을 받고 하나금융의 사회공헌위원장으로 봉사하였는데 여기서는 소외지역에 어린이집을 지어주고 결손가정이나 다문화가정을 돕는 일을 했다. 젊어서부터 두세 차례 정치권에서의 참여요청이 있었지만 6.25전쟁을 겪으면서 정치에는 관여하지 않겠다고 다짐한바 있어 모두 사양하였다.
박승은 여생을 보내고 남은 재산은 모두 사회에 환원하겠다고 여러 차례 사회에 약속한 바 있다. 그는 이것을 실행했다. 2010년에는 모교인 김제 백석초등학교에 영상실을 갖춘 도서관을 건립하였고 2020년에는 이 학교에 장학기금 10억원을  하나은행 신탁증서로 출연하였다. 2018년에는 모교인 이리공업고등학교에 장학기금으로 7억원, 김대중평화센터에 운영기금 3억원을 기부하였고, 그 뒤 모교인 서울대와 교수로 재직했던 중앙대에도 발전기금을 기부했다. Albany의 뉴욕주립대에는 은사인 Pong S, Lee(이봉석) 교수를 기리기 위한 추모사업기금을 설치하기로 하고 여기에 20만 달러를 기부하였다. 여기서 나오는 수익으로 매년 경제학과에서 저명한 외부학자를 초빙하여 강연회를 열고 대학원 학생들의 연구활동을 지원하게 된다. 한편 부인 권영하는 모교인 이리여고와 이화여대에 각각 1억원의 장학기금을 전달했다. 이로써 2023년 현재 약 40억원 상당의 사재를 사회에 환원했는데, 한은 총재로 재직 중이던 2005년 재산신고액이 45억원이었음을 감안하면 재산을 환원하겠다는 약속은 잘 지켜진 셈이다. 모교인 뉴욕주립대학교(Albany)는 2004년 자랑스런 동문상을 수여했으며 2007년 5월 졸업식에서는 인문학 명예박사 학위를 수여하였다. 2017년 제19대 대통령선거에서는 문재인 후보의 자문위원장을 맡아 문재인 대통령 당선에 일조한 바 있다. 1963년 권영하와 결혼하여 슬하에 2남3녀를 두고 11명의 손자녀가 있어 직계가족이 모두 23명에 이른다. 본인과 두 아들 그리고 세 사위가 모두 박사 학위를 가지고 학계나 연구소에 봉직하여 학자집안이라 할만하다.

## 학력
- 1942-48 김제 백석초등학교
- 1948-54 이리공업고등학교(당시 6년제)
- 1955-61 서울대학교 상과대학 경제학과
- 1972-74 뉴욕 주립 대학교 올바니 (SUNY Albany), 경제학석사 및 경제학박사
- 2007 뉴욕 주립 대학교 올바니, 명예 인문학박사

## 경력
- 1957-59 군 복무(15사단 38연대 2대대)
- 1961-76 한국은행, 조사부 조사역 과장 차장
- 1962-65 중앙공무원 교육원 강사
- 1974-75 사우디아라비아 경제자문단장
- 1976-01 중앙대학교 정경대학 경제학과 교수
- 1977-79 서울신문 경제논설위원
- 1978-82 정부 금융제도심의위원, 사법고시위원, 외무고시위원, 중앙노사공익위원
- 1982-88 물가안정위원, 산업정책심의위원, 세제심의위원, 금융발전심의위원
- 1984-88 농업진흥공사 이사, 농정심의위원, 외자도입심의위원
- 1984-87 중앙대학교 정경대학장
- 1985-86 경제개발 5개년계획 조정위원장
- 1986-87 한국국제경제학회장, 중앙대학교 경제연구소장
- 1986-88 한국은행 금융통화위원
- 1988-88 중앙대학교 대학원장
- 1988-88 대통령 경제수석비서관
- 1988-89 제20대 건설부 장관
- 1992-93 국토통일원 정책고문
- 1993-96 대한주택공사 이사장
- 1997-98 교통개발연구원 이사장
- 1998-01 제2건국운동 경제분과위원장, 삼성물산 사외이사
- 1999-00 한국경제학회장, 정부 자영자소득파악위원장
- 2001-02 정부 공적자금관리위원장
- 2002-06 제22대 한국은행 총재, 금융통화위원회 의장
- 2009-13 대통령자문 국민원로회의 위원
- 2001-   중앙대학교 명예교수
- 2018-2023   하나금융 사회공헌위원장

| 전임 박영철 | 제1대 대통령비서실 경제수석 1988년 2월 25일~1988년 12월 4일 | 후임 문희갑 |

| 전임 최동섭 | 제20대 건설부 장관 1988년 12월 5일 ~ 1989년 7월 19일 | 후임 권영각 |

| 전임 전철환 | 제22대 한국은행 총재 2002년 4월 1일 ~ 2006년 3월 31일 | 후임 이성태 |

## 저서
- 1969 ‘한국경제성장론’, 일신사
- 1976 ‘경제발전론(대표저서,1990년 및 2000년 개정판)’, 박영사
- 1982 ‘s.s.쿠즈네츠’, 유풍출판사
- 1983 ‘한국경제정책론’, 박영사
- 1987 ‘근대경제성장론(s.s.쿠즈네츠 원저, 공역)’, 한국경제신문사
- 1996 ‘한국경제의 두 얼굴’, 고려원
- 2006 ‘ 한국경제의 역동성은 위기에서 나온다’,  한국은행
- 2010 ‘하늘을 보고 별을 보고(자서전)’, 한국일보사
- 2011 ‘김대중을 생각한다’ (공저), 삼인
- 2012 ‘쫄지마, 청춘’ (공저), 한국일보사
- 2012 ‘내 인생 후회되는 한 가지’ (공저), 위즈덤 경향

## 상훈
- 1964 내각 사무처장 표창
- 1969 경제기획원장관 표창
- 1987 국민훈장 목련장
- 1989 청조근정훈장
- 2004 뉴욕주립대학교 올버니 동문상
- 2007 뉴욕주립대학교 올버니  명예박사학위 (Doctor of Humane Letters)
- 2011 자랑스런 전북인 상
- 2014 서울대학교 상과대학 동문상
- 2015 중앙대학교 총동창회 공로상

## 참고 문헌
- "한국경제의 산증인, 전 한국은행 총재 박승", 서울신문, 2013년 2월 4일.
- 박승, 2010, <하늘을 보고 별을 보고> (자서전), 한국일보사.
- 한국인물연구원, 2011, <한국현대인물열전 33선>, 한국인물연구원.
- 김종필, 2011, <경제학자 박승>, 율곡출판사.
- 윤춘호, 2020, [그, 사람] 무일푼 청춘에서 일궈낸 행복.....'국민 경제교사' 의 삶: 박승 전 한국은행 총재..